# Szabolcs-Szatmár-Bereg vármegye védett természeti értékeinek listája
Szabolcs-Szatmár-Bereg vármegye védett természeti értékeinek listája:
- Anarcs, Kastélypark
- Baktalórántháza, Kastélypark
- Balkány, Mamutfenyő
- Bátorligeti Legelő
- Bátorligeti Ősláp
- Berkesz, Kastélypark
- Császló, Öreg som
- Cégénydányád, Kastélypark
- Eperjeske, Kastélypark
- Fehérgyarmat, Platánfa
- Fényi-erdő Természetvédelmi Terület
- Gávavencsellő, Kastélypark
- Kállósemjén, Mohos-tó

1. Elmegyógyintézet parkja
2. Kastélypark

- Kék, Láprét
- Kisléta, Kastélypark
- Kastélypark (Kocsord)
- Mándok, Kastélypark
- Nagyar, Petőfi-fa
- Nyíregyháza

1. Igrice-mocsár
2. Páfrányfenyő
3. Tiszafák

- Szabolcsbáka, Öreg hárs
- Szabolcsveresmart, Kastélypark
- Tiszadob, Kastélypark
- Tiszavasvári, Kastélypark
- Tiszavasvári Fehér-szik Természetvédelmi Terület
- Tuzsér, Kastélypark
- Újfehértó, Orchideás rét
- Vaja

1. Várkert
2. Tó: úszószigetek

- Vásárosnamény, Vásárosnamény-Vitka közötti platánfa sor